# Planckova délka
Planckova délka je fyzikální konstanta značená {\displaystyle \scriptstyle \ell _{P}\ }. Jde současně také o jednotku délky přibližně rovné 1,6×10−35 metrů. Jde o základní jednotku v systému Planckových jednotek, nejčastěji užívaného systému přirozených jednotek. Planckova délka může být definována pomocí tří základních fyzikálních konstant: rychlostí světla ve vakuu, Planckovou konstantou a gravitační konstantou. Současná teorie považuje Planckovu délku za nejkratší dosažitelnou vzdálenost, o které se můžeme cokoliv dozvědět.

## Hodnota
Planckova délka je rovna:
{\displaystyle \ell _{P}={\sqrt {\frac {\hbar G}{c^{3}}}}\thickapprox 1{,}616\,255(18)\times 10^{-35}{\mbox{ m}}}
- c je rychlost světla ve vakuu,
- G je gravitační konstanta a
- {\displaystyle \hbar } {\displaystyle \ =h/(2\pi )} je redukovaná Planckova konstanta.

Poslední dvě číslice uzavřené v závorkách jsou očekávanou chybou vypočtené numerické hodnoty.

## Fyzikální význam
Fyzikální význam Planckovy délky je předmětem výzkumu. Vzhledem k tomu, že Planckova délka je o mnoho řádů nižší než ty, na jejichž úrovni lze v současné době provádět měření, není naděje, že v dohledné budoucnosti bude možné provádět výzkum přímo na této jednotce délky. Výzkum na Planckově délce je tudíž většinou teoretický.